# Acisanthera paraguayensis
Acisanthera paraguayensis là một loài thực vật có hoa trong họ Mua. Loài này được (Hook. f.) Cogn. mô tả khoa học đầu tiên năm 1888.